# Phyllanthus pullenii
Phyllanthus pullenii är en emblikaväxtart som beskrevs av Airy Shaw och Grady Linder Webster. Phyllanthus pullenii ingår i släktet Phyllanthus och familjen emblikaväxter. Inga underarter finns listade i Catalogue of Life.